# AE d'Aquari
AE d'Aquari (AE Aquarii) és un estel variable a la constel·lació d'Aquari situat a 332 anys llum del sistema solar. És un estel binari interactuant, on existeix transferència de massa entre les dues components, una nana blanca i un estel taronja; gas procedent d'aquest últim cau en espiral cap a la nana blanca i s'escalfa, produint una emissió de rajos X suaus. Com a conseqüència, AE d'Aquari és una variable cataclísmica que experimenta canvis impredictibles en la seva lluentor, que varia entre magnitud aparent +10,40 i +12,56. El període orbital del sistema és de 9,89 hores.
Al 2005 i 2006, observacions dutes a terme amb el satèl·lit Suzaku van donar a conèixer que la nana blanca d'AE d'Aquari emet polsos de rajos X durs a mesura que gira sobre el seu propi eix; aquests polsos coincideixen amb el seu període de rotació de 33 segons. Aquest comportament és similar al del púlsar del Cranc i el mecanisme que dona origen als polsos prové del fort camp magnètic de l'estel compacte. Algunes nanes blanques com AE d'Aquari giren molt ràpidament i tenen camps magnètics milions de vegades més forts que el de la Terra. Hom pensa que aquests camps magnètics capturen partícules carregades que després envien a l'espai a velocitats properes a la de la llum. Quan les partícules interaccionen amb el camp magnètic, irradien rajos X.
AE d'Aquari constitueix el primer cas on una nana blanca es comporta com un púlsar. Atès que els púlsars són coneguts com a fonts de rajos còsmics, el peculiar comportament d'AE d'Aquari suggereix que les nanes blanques poden contribuir en gran manera a la creació de rajos còsmics de baixa energia en la nostra galàxia.